# Kuta Meuligoe (Jeumpa)
Kuta Meuligoe is een bestuurslaag in het regentschap Bireuen van de provincie Atjeh, Indonesië. Kuta Meuligoe telt 305 inwoners (volkstelling 2010).